# Лукас Зелараян
Лукас Мануель Зелараян (вірм. Լուկաս Մանուել Զելարայան; нар. 20 червня 1992, Кордова) — аргентинський і вірменський футболіст, півзахисник клубу «Аль-Фатех».
Виступав, зокрема, за клуби «Бельграно» та «УАНЛ Тигрес», а також національну збірну Вірменії.

## Клубна кар'єра
Народився 20 червня 1992 року в аргентинській Кордові. Вихованець футбольної школи клубу «Бельграно». Дорослу футбольну кар'єру розпочав 2012 року в основній команді того ж клубу, в якій провів три сезони, взявши участь у 75 матчах чемпіонату. Більшість часу, проведеного у складі «Бельграно», був основним гравцем команди.
Своєю грою за цю команду привернув увагу представників тренерського штабу клубу «УАНЛ Тигрес», до складу якого приєднався 2016 року. Відіграв за монтеррейську команду наступні три сезони своєї ігрової кар'єри. Граючи у складі «УАНЛ Тигрес» також здебільшого виходив на поле в основному складі команди.
До складу клубу «Коламбус Крю» приєднався 2020 року. Станом на 30 червня 2022 року відіграв за команду з Колумбуса 65 матчів у національному чемпіонаті.
З 2023 року виступає за клуб «Аль-Фатех» з Саудівської Аравії.

## Виступи за збірну
Маючи вірменське походження через батька, влітку 2018 року був уперше запрошений захищати кольори Вірменії на рівні національних команд. У 2021 році дебютував в офіційних матчах у складі національної збірної Вірменії.